# Taphozous longimanus
Taphozous longimanus é uma espécie de morcego da família Emballonuridae. Pode ser encontrada em Bangladesh, Camboja, Índia, Indonésia, Malásia, Myanmar, Sri Lanka e Tailândia.